# José María Aparicio
José María Aparicio fue un militar argentino que participó de la guerra de independencia, la guerra del Brasil y las guerras civiles argentinas.

## Biografía
José María Aparicio nació en Córdoba a fines del siglo XVIII y en 1810 se incorporó al Ejército del Norte, participando de los combates de Santiago de Cotagaita, Suipacha y Huaqui.
En 1812 combatió en la Batalla de Tucumán  con el grado de sargento. Incorporado al batallón de Cazadores creado por Manuel Belgrano, combatió en la Batalla de Salta y en las derrotas de Vilcapugio, Ayohuma y Sipe Sipe.

Inmerso el país en la guerra civil, en 1819 participó de la campaña contra la provincia de Santa Fe. Con el grado de capitán luchó en la guerra del Brasil y por su actuación en la batalla de Ituzaingó fue condecorado. 
Terminada la guerra regresó a Buenos Aires con el grado de sargento mayor. Se sumó a la revolución del general Juan Lavalle del 1 de diciembre de 1828 y marchó con el general José María Paz en la expedición al interior, combatiendo en la batalla de San Roque contra el general Juan Bautista Bustos y en la Batalla de La Tablada contra el general Facundo Quiroga. 
Con el grado de teniente coronel combatió en la Batalla de Oncativo y el 4 de noviembre de 1831 cayó prisionero de Quiroga en la batalla de La Ciudadela, Tucumán, siendo fusilado al igual que otros 32 oficiales y suboficiales.